# West End (Surrey)
West End – wieś w Anglii, w hrabstwie Surrey, w dystrykcie Surrey Heath. Leży 42 km na południowy zachód od centrum Londynu. Miejscowość liczy 4272 mieszkańców.